# Mechowisko Manowo
Mechowisko Manowo este o arie protejată (arie specială de conservare — SAC, sit de importanță comunitară — SCI) din Polonia întinsă pe o suprafață de 55,47 ha, integral pe uscat.

## Localizare
Centrul sitului Mechowisko Manowo este situat la coordonatele 54°07′01″N 16°18′28″E / 54.1169°N 16.3077°E.

## Înființare
Situl Mechowisko Manowo a fost declarat sit de importanță comunitară în octombrie 2009 pentru a proteja 2 specii de plante și 2 specii de animale. Situl a fost protejat și ca arie specială de conservare în februarie 2017.

## Biodiversitate
Situată în ecoregiunea continentală, aria protejată conține 4 habitate naturale: Mlaștini turboase de tranziție și turbării mișcătoare, Mlaștini alcaline, Mlaștini împădurite, Păduri aluvionare cu Alnus glutinosa și Fraxinus excelsior (Alno-Padion, Alnion incanae, Salicion albae).
La baza desemnării sitului se află mai multe specii protejate:
- plante (2): Hamatocaulis vernicosus, moșișoare (Liparis loeselii)
- nevertebrate (2): Vertigo angustior, Vertigo moulinsiana